# Xiuhtlaltzin
 (juillet 2024).
Xiuhtlaltzin (fl.  979-983) est la septième Tlatoani, ou dirigeante de l'empire toltèque. Elle succède à son mari, Mitl, en tant que première et unique reine régnante de l'empire. Son règne dure quatre ans.

## Biographie
Xiuhtlaltzin est né au Xe siècle dans l'empire toltèque. Son nom se traduit du nahuatl par « Fleur de la Petite Terre ». Elle est mariée à Mitl, le sixième Tlatoani de l'empire. En 979, soit à sa mort, soit à la fin de son règne de 52 ans, Xiuhtlaltzin devient dirigeante. La loi toltèque n'autorise pas les femmes dirigeantes  et le règne de Xiuhtlaltzin est la seule exception dans la succession royale toltèque.
Xiuhtlaltzin règne pendant quatre ans, jusqu'en 983. Bien qu'il n'y ait aucune trace d'événements spécifiques survenus pendant son règne, l'historien Hubert Howe Bancroft a écrit qu'elle est connue pour « avoir fait preuve d'un grand zèle et de sagesse dans la gestion des affaires publiques et pour être morte profondément regrettée par tous ses sujets ».
L'Anónimo Mexicano déclare que Xiuhtlaltzin est la septième dirigeante, après Mitl. Le récit dit qu'elle a régné pendant quatre ans. Selon l'historien Juan de Torquemada (vers 1562-1624), qui connait probablement l' Anónimo Mexicano, le règne de quatre ans de Xiuhtlaltzin est suivi par celui de Tecpancaltzin (également connu sous le nom de Topiltzin). D'autres récits font état d'un interrègne de 48 ans après la fin de son règne. Selon Bancroft, les archives espagnoles indiquent que Xiuhtlaltzin est suivie par Tecpancaltzin tandis que les archives nahua indiquent que son fils, Matlaccoatl, règne après elle.
Xiuhtlaltzin est enterrée à côté de son mari dans le Temple du Dieu Grenouille à Tula.

## Représentations
L'auteur mexicaine Sandra Sabanero s'est inspirée de l'histoire de Xiuhtlaltzin pour écrire le roman de 2011 La Primera Reina Tolteca ( La première reine toltèque ).